# Darbandichan
Darbandichan (kurdisch دەربەندیخان, arabisch دربندخان) ist eine irakische Kleinstadt in der Provinz Sulaimaniyya und liegt in der Autonomen Region Kurdistan. Die Stadt ist Hauptstadt des gleichnamigen Bezirks der Provinz.
Der Ort liegt am Fluss Diyala, der direkt neben dem Ort durch die 1956–1961 errichtete Darbandichan-Talsperre aufgestaut wurde. Der Darbandichan-Stausee ist ein beliebtes Ziel für den Binnentourismus.
Beim Erdbeben von Kermānschāh 2017 war die Stadt der am stärksten betroffenen Ort im Irak. Das Beben forderte in der Stadt 4 Tote, 50 Menschen wurden verletzt. Einige Häuser wurden zerstört, das Krankenhaus schwer beschädigt. Auch das Stromnetz und die Wasserleitungen wurden in Mitleidenschaft gezogen. Der Staudamm überstand das Beben ohne größere Schäden. Allerdings fielen Felsbrocken auf die Überlaufrinne und im oberen Bereich der Staumauer entstanden Risse. Der Tunnel, der die Stadt mit dem Damm verbindet wurde aus Sicherheitsgründen gesperrt.